# Vilamirosa
Vilamirosa és un antic poble de la zona de Granollers de la Plana, al sud del municipi de Manlleu (Osona), situat a prop de l'antic mas del Fugurull, vora la carretera de Vic a Manlleu.
El 1178 se sap que el municipi ja tenia batlle i que el 1301 constava d'un petit nucli de set cases i un edifici que pertanyia als Hospitalaris de Sant Joan. El 1401, Berenguer Padró, batlle de Sant Julià de Vilamirosa, va prestar declaració per unes qüestions sobre molins del Prior de Manlleu.
En un cens de 1768 constava que en el terme de Sant Julià de Vilamirosa hi havia 22 masos amb 157 habitants i que en 1778, en documentació de l'arxiu parroquial manlleuenc, es deixava constància que el terme de Vilamirosa comprenia algunes cases de Granollers de la Plana i part també de la parròquia de Manlleu i que criminalment pertanyia a la jurisdicció a la Reial Audiència de Barcelona i en l'aspecte civil al comte de Centelles.
La masia del Fugurull va tenir una protagonisme destacat durant la primera guerra carlina. En aquesta casa hi va instal·lar el seu quarter el Comte d'Espanya, Charles d'Espagnac, des d'on va bombardejar i atacar la població de Manlleu el 28 i 29 d'abril de 1839.
Fins a l'any 1844 va ser municipi independent i aleshores, per dictat de la Diputació de Barcelona, es va fusionar amb Manlleu.